# Giuseppe Beghetto
Giuseppe Beghetto (n. 8 octombrie 1939, Tombolo, Veneto, Italia) este un ciclist de performanță ce a reprezentat Italia, medaliat olimpic. A participat la o ediție a Jocurilor Olimpice (1960) în care a câștigat o medalie de aur.

## Participări
Lista de mai jos prezintă principalele competiții la care a participat Giuseppe Beghetto de-a lungul carierei.
- Ciclismo ai Giochi della XVII Olimpiade - Tandem[*]